# Psammotis viminalis
Psammotis viminalis là một loài bướm đêm trong họ Crambidae.